# Sonic Youth Recordings
Sonic Youth Recordings – amerykańska, niezależna wytwórnia muzyczna założona przez członków zespołu rockowego Sonic Youth w 1996, w celu nagrywania i wydawania muzyki tworzonej przez zespół i znajomych, bez presji na komercjalizację ze strony wielkich wytwórni. 
Muzycy skupieni wokół wytwórni rozwijają się w kierunku swobodnej improwizacji i muzyki eksperymentalnej. 
SYR wydała serię albumów, z których każdy jest w innym języku. SYR1 posiada tytuły piosenek i w grafikę okładki po francusku; SYR2 jest niderlandzki, SYR3 w esperanto, SYR5 jest japoński, SYR6 jest litewski, SYR7 jest franko-prowansalski i SYR8 jest duński.

## Dyskografia
- Sonic Youth - SYR1: Anagrama Sonic Youth - SYR1: Anagrama
- Sonic Youth - SYR2: Slaapkamers Met Slagroom Sonic Youth - SYR2: Slaapkamers Spełnione Slagroom
- Sonic Youth/ Jim O'Rourke - SYR3: Invito Al Ĉielo Sonic Youth / Jim O'Rourke - SYR3: invito Al Cielo
- Sonic Youth and others - SYR4: Goodbye 20th Century Sonic Youth i inne - SYR4: Goodbye 20th Century
- Kim Gordon / Ikue Mori / DJ Olive - SYR5 Kim Gordon / Ikue Mori / DJ Olive - SYR5
- Sonic Youth/ Tim Barnes - SYR6: Koncertas Stan Brakhage Prisiminimui Sonic Youth / Tim Barnes - SYR6: Koncertas Stan Brakhage Prisiminimui
- Sonic Youth - SYR7: J'Accuse Ted Hughes Sonic Youth - SYR7: J'Accuse Ted Hughes
- Sonic Youth with Mats Gustafsson and Merzbow - SYR8: Andre Sider Af Sonic Youth Sonic Youth z Mats Gustafsson i Merzbow - SYR8: Andre Sider Af Sonic Youth